# Miljömärkning
Miljömärkning visar att en vara eller tjänst producerats i enlighet med vissa kriterier som ställts upp av en organisation eller stat. Man menar att märkningen hjälper konsumenter att göra inköp som man påstår är bättre för miljön. Det handlar dels om privatpersoner, men är också tänkt att fungera på en större skala för kommuner, företag eller länder.

## Typer av miljömärkning
Det finns tre huvudsakliga typer av miljömärkningar, definierade av Internationella standardiseringsorganisationen.

### Typ I - ISO 14024
Den första typen handlar om certifiering av produkter, och deras tillåtelse att använda en viss symbol. Exempel på märkningar är KRAV, Svanen eller Bra Miljöval. Alla miljömärkningar ska granskas av en tredje part för att kunna verifiera deras riktighet.

### Typ II - ISO 14021
Den andra standarden fokuserar mer på företags agerande gällande hållbarhet och andra mål. Företag kan själva välja att följa en viss standard eller ha ett visst mål, och kan då illustrera detta med en miljömärkning, där den Världsnaturfondens panda är den kanske mest kända. Denna standard verifieras ej av en tredje part, vilket kan innebära en minskad trovärdighet. 

### Typ III - ISO 14025
Den tredje standarden handlar om deklarationer på en varas miljöaspekter, alltså hur mycket energi som gått åt eller mängden utsläpp vid produktionen. Ett av kraven är att koldioxidutsläppet ska baseras på en livscykelanalys (LCA). Denna standard är också en vanlig bas vid miljöanpassad upphandling. Likt den första standarden verifieras denna av en tredje part.

## Märkning i Sverige
I Sverige finns flera miljömärkningar för varor och tjänster. För livsmedel finns till exempel KRAV och EU-Lövet för ekologiskt odlat jordbruk och MSC (Marine Stewardship Council) för vildfångade fisk och skaldjur från livskraftiga bestånd som fiskats med hållbara metoder. Andra märken är Svanen, Bra Miljöval, EU-Blomman och TCO Certified för mobiltelefoner, datorer etc.

## Exempel på olika märkningar
- KRAV för ekologiskt jordbruk
- Svenskt Sigill Klimatcertifierad för svensk mat och blommor som gör åtgärder för mindre klimatpåverkan
- Svenskt Sigill Naturbeteskött för kött från djur som betat på artrika naturbetesmarker
- Bra Miljöval, Naturskyddsföreningens miljömärkning
- EU-Lövet för ekologiskt jordbruk
- EU-Blomman för varor och produkter
- MSC, Marine Stewardship Council, för vildfångad fisk som fångats med hållbara metoder och från bärkraftiga bestånd
- Ansvarsfullt odlad, ASC, Aquaculture Stewardship Council, för hållbart odlad fisk
- Svanen för varor och tjänster
- TCO Certified, hållbarhetscertifiering för IT-produkter som till exempel datorer och mobiler.
- EPEAT, internationell miljömärkning av elektroniska produkter.
- FSC, Forest Stewardship Council, omfattar trä och andra skogsprodukter för ett ekologiskt, ekonomiskt och socialt hållbart skogsbruk
- ÖKO-tex, märkning av textilier som inte innehåller giftiga kemikalier